# Гнездилов, Виктор Семёнович
Виктор Семёнович Гнезди́лов (17 января 1943 — 13 декабря 2021) — мэр города Находки (1996—2004).

## Биография
Родился 17 января 1943 года в селе Зембрены Находкинского района Приморского края. После окончания школы работал на «Приморском судоремонтном заводе». Был призван в армию, службу проходил в войсках связи Южно-Сахалинска. В 1972 году окончил кораблестроительный факультет Дальневосточного политехнического института, вернулся на «ПСРЗ», где работал в должности инженера-технолога. В 1973 году стал инструктором находкинского горкома КПСС, работал секретарём. В 1983 году был избран первым заместителем председателя находкинского горисполкома, а в 1987 году — его председателем. В 1991 и 1992 годах назначался на должность председателя исполнительного комитета города главой администрации Приморского края. В 1996 и 2000 годах избирался на пост мэра Находки. Находился в оппозиции к краевой власти по вопросам межбюджетных отношений.
В 1995—1997 годы — депутат Думы Приморского края 1-го созыва, член комиссии Думы по бюджету, налогам и финансам. В 1999 году был избран председателем Ассоциации глав муниципальных образований Приморского края. В 2001 году вошёл в состав Правления Конгресса муниципальных образований России.
В администрации города работал в команде с Николаем Крецу, занимавшем должность заместителя мэра в 1990-е гг. (ранее — первый секретарь комитета комсомола города Находки). При Викторе Гнездилове были установлены побратимские связи Находки с зарубежными городами Гирин и Тонхэ в 1991 году.
Занимался строительным бизнесом, возглавлял некоммерческое партнёрство «Межрегиональное объединение строителей — Дальний Восток», являлся независимым членом совета директоров «Восточного порта», управляющим владивостокского филиала «Промсвязьбанка». Был женат, имел двух дочерей и внуков. Увлекался бегом, литературой.
Умер 13 декабря 2021 года.

## Награды
- Орден «Знак Почёта» (1995)
- Медаль «300 лет Российскому флоту»
- Благодарность Президента Российской Федерации (24 апреля 2003) — за большой вклад в социально-экономическое развитие города и многолетнюю добросовестную работу
- Премия имени генерал-губернатора Муравьёва Амурского — за вклад в развитие среднепрофессионального и высшего образования в Находке
- Лауреат «Всероссийского конкурса мэров» (1995)[6]
- Почётный житель Находки (2010).